# 辛ドン 高麗中興の功臣
『辛旽 高麗中興の功臣』（シンドン こうらい ちゅうこうの こうしん、原題：신돈〈シンドン〉）は、2005年9月24日から2006年5月7日まで韓国MBCで放送されたテレビドラマ（時代劇）。全61話。

## 概要
高麗時代末期、自らの出自の故に世の中に対して憎悪を抱えつつ、高麗を建て直そうと尽力する僧シン・ドン、そして彼と共に高麗を建て直そうとする恭愍王と魯国公主の生きざまを描いている。
韓国の小説家朴鍾和の小説『多情仏心（다정불심）』を原作とし、チョン・ハヨンが脚本、キム・ジンミンが演出、そして韓国国内の番組制作会社サムファネットワークスが番組制作を担当した。原作では恭愍王とその妃魯国公主のふたりが主人公でシン・ドンは脇役に過ぎなかったが、本作品ではシン・ドンを主役の座に置き、歴史的資料には記載されていない誕生から幼少期、若き日のチベット放浪などフィクションに基づくシーンを追加している。
MBC週末企画ドラマ枠で放送された。もともとはKBSが「高麗史10年プロジェクト」の一環として制作を予定していた企画であったが、2003年に社長に就任した鄭淵珠がこの企画をキャンセルし同局での制作がなされなくなったため、後にMBCによって制作されたという経緯がある。また制作当初は原作小説のタイトル『多情仏心』がそのまま用いられる予定であったが、ソン・チャンミンが主役シン・ドン役に起用されるにあたり、脚本家チョン・ハヨンがタイトルを現在のものに変更したと、インタビューでソン・チャンミン自身が明かしている。オープンセットの建設費用約10億円や中国へのロケの費用を含め、制作費用は約17億円にのぼる。

## 登場人物
登場人物は、個別に注釈がない場合は公式サイトに基づく。

### 主要人物
| 俳優             | 役名                  | 作品中の設定等 |
| ソン・チャンミン | ピョンジョ/シン・ドン | 本作品の主人公。母親が奴婢階級出身であるところから僧職ながら剃髪を許されなかった。恭愍王との出会いから、高麗を救おうと尽力し始める。 |
| チョン・ボソク   | 江陵大君/恭愍王       | 高麗第31代国王。元国内にて無為の日々を送っていたが、ポプタシユリ/魯国公主との結婚やシン・ドンとの邂逅をきっかけに王位への野心に目覚める。即位後は元の影響を排して国を建て直そうとするが、魯国公主の死が原因で悲しみのうちに引きこもってしまう。 |
| ソ・ジヘ         | ポタプシユリ/魯国公主 | 元魏王の娘で恭愍王の正妃。クンラン太子と婚約していたが江陵大君時代の恭愍王と結婚する事となる。王妃となってからは高麗人になりきろうとし、夫を支えたが、妊娠が困難な体質ながら無理に懐妊した末、分娩時に死去した。                                |

### 高麗王室
| 俳優               | 役名     | 作品中の設定等                                                                                         |
| ソ・ジヘ           | パニャ   | シン・ドンの奴婢。恭愍王の後宮となりモニノの母となる。                                                 |
| オム・ユシン       | 明徳太后 | 忠粛王の妃で忠恵王、恭愍王の実母。かつて元皇室から嫁いできた別の妃の存在故に別宮に追われた過去を持つ。 |
| キム・ヨジン       | 徳寧公主 | 忠恵王の妃で忠穆王の実母。魯国公主にとっては義姉にあたる。高麗にやってきた魯国公主の理解者。           |
| チ・ソンウォン     | 禧妃     | 忠恵王の第2妃で忠定王の実母。                                                                          |
| ミン・ビョンヒョン | 忠穆王   | 高麗第29代国王。生来病弱で幼くして崩御した。                                                           |
| チェ・ヨンジュ     | 忠定王   | 高麗第30代国王。譲位後江華島で暮らしていたが毒殺された。                                               |
| ムン・ジョンヒ     | 惠妃     | 恭愍王の後宮。                                                                                         |
| ホ・ギホ           | 德興君   | 忠宣王の第3王子。元国内に居住。奇皇后らにより担ぎ上げられるが恭愍王廃位計画は頓挫し地方へ追放された。  |

### 朝廷
| 俳優             | 役名             | 作品中の設定等 |
| チョン・ソンモ   | イ・インボク     | イ・イニムの兄。恭愍王のシン・ドン重用を厳しく批判する。 |
| キム・ミョンス   | キョン・チョヌン | シン・ドンの重用に反対し、排斥運動をしたが失敗。シン・ドン死後に再び朝廷に戻る。                                                                                             |
| キム・サンスン   | ヨム・ジェシン   | 高麗の文臣ながら、かつては家庭の事情から元においても皇帝に仕えた経歴を持つ。親元派を朝廷から一掃するのに貢献したが、シン・ドンとの折り合いも悪く、朝廷を去って地方へ赴いた。 |
| ソン・ジェホ     | イ・ジェヒョン   | 恭愍王下で門下侍中など要職を歴任した。恭愍王とシン・ドンの急進的すぎる改革案を心配しながら、調整役として立ち回る。                                                           |
| チョン・インテク | イ・セク         | イ・ジェヒョンの弟子。恭愍王の改革政策を積極的に支持した。 |
| ペ・ドファン     | イ・イニム       | イ・インボクの弟。紅巾の乱で功績を挙げ、後朝廷の実力者となっていく。 |
| イム・ビョンギ   | イ・チュンブ     | 紅巾の乱で功績を挙げたひとり。シン・ドンに取り入り侍中の地位にまで出世するが、後に弾劾されて処刑された。                                                                     |
| イ・ジョンマン   | ユ・タク         | 興王寺の乱を鎮圧して功臣となる。魯国公主の葬礼内容を軽減する事を主張したため恭愍王とシン・ドンの不興を買い、後処刑された。                                                   |

### 武臣
| 俳優                 | 役名               | 作品中の設定等 |
| キム・ビョンチュン   | キム・ウォンミョン | 朝廷の武臣。シン・ドンを朝廷から排斥しようとしたが発覚し処刑された。                                                       |
| チェ・サンフン       | チェ・ヨン         | |
| イ・ジヌ             | イ・ソンゲ         | イ・ジャチュンの息子。双城総管府攻撃において、父親と共に功績を挙げる。                                                     |
| チョン・ミョンファン | チョ・イルシン     | 親元派と対立して反乱を起こしたが、その責任を仲間に押し付けて自らは官職を得た。後誅殺された。                               |
| キム・ミョングク     | チョン・セウン     | 恭愍王が江陵大君だった頃から仕えていた武官。紅巾の乱に際して策略に遭い殺害された。                                         |
| ユン・チョリョン     | キム・ヨン         | 恭愍王の腹心だったが紅巾の乱の際に敵前逃亡し罷免される。恭愍王廃位計画に加わったが興王寺の乱の際に捕らえられて処刑された。 |

### 元
| 俳優           | 役名           | 作品中の設定等 |
| キム・ヘリ     | 奇皇后         | 順帝の第2王妃でアユルシリダラの実母。高麗の貢女出身。                                                                                |
| イ・デヨン     | キ・チョル     | 奇皇后の兄で親元派のひとり。高麗からは德城府院君の爵位を与えられ、妹の存在をかさにきて朝廷で権勢をふるっていたが後処刑された。       |
| チョ・ジェホ   | キ・ウォン     | 奇皇后の兄で親元派のひとり、キ・チョルの兄弟。高麗から德陽君の爵位を与えられ、兄弟と共に朝廷で横暴な振る舞いを続けたが後処刑された。 |
| ソ・イリョン   | アユルシリダラ | 順帝と奇皇后の息子。後北元の皇帝となる。                                                                                             |
| ナム・ヨンジン | パク・プラ     | 高麗出身の元の宦官でキ一族とは同郷。徳興君をかつぎ恭愍王廃位を企てたが失敗した。                                                     |
| ク・ボソク     | チェ・ユ       | 恭愍王廃位計画に際し奇皇后が派遣した討伐軍の将。イ・ソンゲに撃退され元に逃げ帰るが後高麗に引き渡されて処刑された。                   |

### その他
| 俳優           | 役名       | 作品中の設定等 |
| カン・ムニョン | チョソン   | 開城で商売をする巨商。ピョンジョ/シン・ドンの理解者で、幼少時代のパニャの面倒も見ていた。ドラマオリジナルの架空の人物である。          |
| オ・マンソク   | ウォニョン | ピョンジョの兄弟弟子で共に修行の旅を続ける。ピョンジョが朝廷に入り、シン・ドンと名乗るようになってからは、腹心として行動を共にする。   |
| イム・ヒョク   | ボウ       | 元で修行した高僧。 |
| イ・ジョンソプ | アン・ドチ | 恭愍王が江陵大君だった頃から仕えていた宦官。シン・ドンの古くからの知己でもあった。興王寺の乱の際に恭愍王の身代わりとなって殺害された。 |

## 韓国国外での放送

### 日本
BS11の開局記念番組として放送され、放送終了後も再放送を求める声が同局が設けている番組紹介ページの掲示板に寄せられるほどの反響があった。

### 台湾
ケーブルテレビ局八大電視系チャンネル八大戯劇台にて、2011年4月2日から毎週土、日曜日午前10時より放送された。